# Amand
Amand je mužské křestní jméno latinského původu. Vzniklo jako zkrácenina latinského jména Amandus. Vykládá se jako „pomilováníhodný, hodný lásky, milovaný“. Českou podobou jména jsou Milan, Miloš.
Dívčí forma tohoto jména je Amanda.
Podle českého kalendáře má svátek 25. ledna.

## Domácké podoby
Amandek, Amek, Amoušek

## Amand v jiných jazycích
- Slovensky, maďarsky, polsky: Amand
- Anglicky, německy, latinsky: Amandus
- Italsky: Amando nebo Amato

## Známí nositelé jména
- Svatý Amand – světec, biskup a misionář
- Amandus Adamson – estonský sochař a malíř
- Amandus Ivančič – rakouský hudební skladatel
- Amandus Johnson – švédsko-americký historik
- Amand Polan z Polansdorfu – významný kalvínský teolog a spisovatel českého původu
- Amandus Streer – český římskokatolický kněz a opat Kladrubského kláštera